# جيمي اندروز
جيمي اندروز (بالإنجليزية: Jimmy Andrews)‏ (1 فبراير 1927 المملكة المتحدة - 12 سبتمبر 2012 المملكة المتحدة) هو لاعب كرة قدم بريطاني.

## روابط خارجية
- جيمي اندروز على موقع قاعدة بيانات كرة القدم.إي يو (الإنجليزية)
- جيمي اندروز على موقع Soccerbase.com (مدرب) (الإنجليزية)
- جيمي اندروز على موقع عالم كرة القدم.نت (الإنجليزية)